# Жан-Люк Годар
Жан-Люк Ґода́р (фр. Jean-Luc Godard; 3 грудня 1930, Париж — 13 вересня 2022, Ролль, Во) — французький кінорежисер, актор, сценарист та продюсер; один з найвидатніших представників напрямку «французької нової хвилі» у кінематографі.
У 1964 році Годар описав вплив себе і колег: «Ми увірвалися в кіно, як печерні люди в Версаль Людовика XV». Його часто вважають найрадикальнішим французьким режисером 1960-х і 1970-х років; його підхід до фільмів, політики і філософії зробив його, мабуть, найвпливовішим режисером французької нової хвилі. Поряд з демонстрацією знання історії кіно через алюзії та відсилання, деякі з його фільмів висловлювали його політичні погляди; він був завзятим читачем екзистенціальної і марксистської філософії. Починаючи з Нової хвилі, його діяльність була набагато менш радикальною, а останні фільми — про репрезентацію та людські конфлікти з гуманістичної та марксистської точок зору.

## Біографія
Жан-Люк Годар народився 3 грудня 1930 року в Парижі. Його батько був лікарем, а мати походили із сім'ї швейцарських банкірів. Початкову освіту отримав у Ньйоні (Швейцарія), згодом навчався у ліцеї «Ромер», а у 1949 році вступив до Сорбонни, де певний час вивчав антропологію.
Під час навчання у Сорбонні Годар багато часу проводить у кінематографічних клубах, зокрема у сінематеці у Парижі. У ній він знайомиться з митцями (Андре Базен, Жак Ріветт, Клод Шаброль, Франсуа Трюффо, Жак Демі), які разом із ним і розробили нову естетику кінематографу, названу «новою хвилею». У 1951 році Жан-Люк Годар починає писати статті для кіножурналів, зокрема для «Кінозошитів» (заснований Андре Базеном).
На терені режисури дебютував в 1954 короткометражний фільм «Операція бетон».
Прем'єра першого повнометражного фільму Годара «На останньому диханні» (1959, за власним сценарієм, заснованому на ідеї Трюффо) позначила прихід у французьке кіно нового покоління кінематографістів, озброєних своєрідним стилем і власними, що різко відрізняються від загальноприйнятих світоглядними установками.
Протягом 1960-х рр. Годар, як і його соратники по новій хвилі, зробив тему бунтівної молоді центральною у своїй творчості; проте, досліджуючи генезис молодіжного протесту в філософському, політичному і соціологічному плані, на кожному з цих напрямків він пішов значно далі своїх колег.
У фокусі його уваги — мілітаризм і придушення особистості («Маленький солдат», 1959, заборонений цензурою аж до 1963), проституція як універсальна доля індивідуума в буржуазному суспільстві («Жити своїм життям» (1962), «Презирство» (1963), «Дві або три речі, які я про неї знаю» (1966), виворіт респектабельного шлюбу («Заміжня жінка», 1964), джунглі політичного суперництва («Зроблено в США», 1966), тупики індивідуалістичного бунту («Божевільний П'єро», 1965) і молодіжного екстремізму («Окрема банда», 1964, «Китаянка», 1967), витоки та перспективи тоталітаристських тенденцій в сучасному світі («Карабінери», 1963, «Альфавіль», 1965, «Уїк-енд», 1967).
Годарівська мозаїка за широтою охоплення життєвих явищ не знає собі рівних в ігровому кінематографі свого часу.
На злеті нової хвилі один з найбільш зухвалих її новаторів, Годар, який став одним з ідейних лідерів студентської травневої революції 1968, зробив різкий крен «вліво», переглянувши не тільки стилістику, але і функціональне призначення кінематографа.
Більшість його стрічок 1970-х рр. задумані як варіант політичного агітпропу. Створена ним кінематографічна «Група Дзиги Вертова» принципово чужа широким образним узагальненням, вважаючи за краще форми прямого інтерв'ю, агітплакату («Правда», 1969, «Вітер зі Сходу», 1969, «Володимир і Роза», 1970, «Лист Джейн», 1972).
Лише на початку 1980-х рр. режисер повертається до великомасштабних кінематографічних форм, що передбачає вихід в широкий прокат. Тріумфом Годара цього часу став фільм про зйомки фільму «Пристрасть» (1982) і осучаснена версія новели П. Меріме «Ім'я: Кармен» (1983, Гран Прі Міжнародного кінофестивалю у Венеції).
Повертаючись до значущих тем і проблем власного кінематографа 1960-х рр., режисер тонко висвітлює їх історичну, тимчасову спадкоємність, часом вдаючись до іронічної інтонації й домагаючись переконливих художніх результатів навіть тоді, коли об'єкт зображення як у фільмі про зачаття Христа «Вітаю тебе, Марія!» (1985) по суті не є кінематографічним.
Перетворює магія кіно (і інших мистецтв) — постійний предмет роздумів і пошуків пізнього Годара: від музичних кіноантологій («Блиск і злидні малої кіноіндустрії», 1986, «Історія (і) кіно», 1989), до поліфонічної, замішаної на культурних реаліях різних епох «Німеччина, рік 90, дев'ять нуль» (1991) і «жлг: автопортрет в грудні» (1994).
Значне місце займає тема мистецтва і місця художника якого роздирають соціальними та політичними катаклізмами сучасного світу і в останній, на сьогодні, роботі режисера «Моцарт назавжди» (1996), за образним рішенням тяжіє до фільмів 1960-х рр.
В останні роки Годар часто брав участь в спільних режисерських проєктах, таких як, наприклад, «На десять хвилин старше».
У 2011 році був нагороджений премією «Оскар» за внесок в розвиток кінематографа.
У 2014 році поставив експериментальний 3D-фільм «Прощай, мова», достойний призу журі Каннського кінофестивалю і ряду інших нагород. При підведенні кіно висновків 2014 «Прощай, мова» увійшов до більшості списків кращих фільмів року.
У 2018 році відхилив запрошення відвідати «Ермітаж», щоб повідомити про свою незгоду з «умовами ув'язнення» українського режисера-документаліста Олега Геннадійовича Сенцова.
Жан-Люк Годар помер 13 вересня 2022 року в себе вдома у швейцарському місті Ролль, кантон Во, в 91-річному віці в результаті евтаназії.

## Особисте життя
У 1961 році Годар одружився з акторкою данського походження Анною Каріною. Вона грала головну героїню, повію, у фільмі «Жити своїм життям». У 1967 році вони розлучилися.
У 1967 році під час знімання «Китаянки» Жан-Люк Годар зустрів свою другу дружину, акторку, внучку французького письменника Франсуа Моріака — Анну Вяземські. У 1970 році вони теж розлучилися.
1971 року одружився зі швейцарською кінематографісткою Анн-Марі М'євіль. Шлюб тривав до смерті Годара.

## Кінокритика
У Парижі, в Латинському кварталі незадовго до 1950 року, все більш популярними ставали кіноклуби (кінематографічні суспільства). Годар почав відвідувати ці клуби — Французьку синематеку, Кіноклуб Латинського кварталу (CCQL), кіноклуб «Робота і культура» та інші — він став завсідником цих клубів. Сінематека була заснована Анрі Ланглуа і Жоржем Франжю в 1936 році; «Робота та культура» була освітньої робочою групою, для якої Андре Базен організовував покази фільмів і дискусії у воєнний час, і яка стала зразком для кіноклубів, які виросли по всій Франції після звільнення від нацистів; CCQL, заснований приблизно в 1947 або 1948 році, був очолений Еріком Ромеро. У цих клубах він познайомився з іншими Синефіли, включаючи Жака Ріветта, Клода Шаброля та Франсуа Трюффо. Годар був частиною покоління, для якого кіно набуло особливого значення. Він сказав: «У 1950-х роках кіно було так само важливим, як хліб, але це вже не так. Ми думали, що кіно затвердить себе як інструмент пізнання, мікроскоп … телескоп … в Сінематека я відкрив для себе світ, про який мені ніхто не говорив. Вони розповідали нам про Гете, але не про Дрейер … Ми дивилися німі фільми в епоху розмов. Ми мріяли про кіно. Ми були як християни в катакомбах.»
Його перший крок в кіно почався в області критики. Поряд з Морісом Шерер (писав під відомим псевдонімом Ерік Ромер) і Жаком Ріветтом, він заснував в 1950 році недовговічний журнал «Gazette du cinéma», було опубліковано п'ять номерів. Коли Базен заснував в 1951 році журнал «Cahiers du cinéma», Годар став впливовим редактором журналу. У січневому номері 1952 року було опубліковано його рецензія на американську мелодраму режисера Рудольфа Маті «Не треба сумних пісень для мене». Його стаття «Захист і ілюстрація класичного декупажу», опублікована у вересні 1952 року народження, в якій він нападає на більш ранню статтю Базена і захищає використання техніки зворотного пострілу, є одним з його найбільш ранніх важливих вкладів в критику кіно. Захоплюючись Отто Премінгер і «найбільшим американським художником — Говардом Хоукс», Годар піднімає їх різкі мелодрами над більш «формалізованими й відверто хитрими фільмами Уеллса, Де Сіка та Уайдлера, які схвалював Базен». У цей момент діяльність Годара не містила в себе створення фільмів. Він дивився фільми й писав про них, а також допомагав іншим знімати фільми, зокрема, Ромеру, з яким він працював над короткометражним фільмом «Подання або Шарлотта і її стейк».

## Звинувачення в антисемітизмі
У 2010 році ряд американських та ізраїльських видань закликали Американську кіноакадемію не вручати 13 листопада «Оскар» Жану-Люку Годару, нагадавши про його антисемітизм. На їхню думку, «якщо 13 листопада академіки вручать „Оскара“ Годару, вони віддадуть шану людині, яка захищає палестинських терористів і регулярно порівнює Ізраїль з нацистською Німеччиною». Режисер відомий своїми заявами про те, що «Ізраїль є раковою пухлиною на карті Близького Сходу», і «історичними припущеннями», суть яких зводиться до того, що «Голокост — це самогубство євреїв, який привернув до них симпатії та сприяв створенню Ізраїлю».
У 1970 році Годар знявся в короткометражному документальному фільмі, який вийшов на німецькому телебаченні. Режисер, розмахували плакатами «NazIsrael», заявив оператору: «Нехай німецьке телебачення, фінансоване сіоністами й ідіотським соціал-демократом Віллі Брандтом, випише нам чек — ми купимо на ці гроші зброю для палестинців, з цією зброєю вони атакують сіоністів». Виступаючи в 1978 році в Монреалі з лекцією, режисер розповів, що його родичі симпатизували нацистам і вірили в перемогу гітлерівської Німеччини. «Мій дід не був антисіоністом, але був ярим антисемітом. Я так само гаряче виступаю проти сіонізму, як мій дід свого часу виступав проти євреїв», — заявив тоді Годар.
У 2009 році в газеті «Le Monde» була опублікована стаття «Годар та єврейське питання», в якій наводилося таке висловлювання Годара: «Євреї пішли в газові камери, як вівці на забій, щоб, пожертвувавши собою, сприяти створенню Ізраїлю». Нью-йоркське видання «The Jewish Daily Forward» нагадало про те, що в 1960 році Годар назвав «брудним євреєм» режисера П'єра Бронберже.

## Фільмографія
- 1954 — Операція бетон / Opération béton (короткометражний)
- 1955 — Кокетка / Une femme coquette (короткометражний)
- 1959 — Всіх хлопців звуть Патрік / Tous les garçons s'appellent Patrick (короткометражний)
- 1960 — На останньому подиху / À bout de souffle
- 1960 — Шарлотта та її коханець / Charlotte et son Jules (короткометражный)
- 1960 — Маленький солдат / Le Petit Soldat
- 1961 — Історія води (спільно з Ф. Трюффо) / Une histoire d'eau
- 1961 — Жінка є жінка / Une femme est une femme
- 1962 — Сім смертних гріхів (епізод «Лінь») / Les Sept Péchés capitaux (sketch La Paresse)
- 1962 — Жити своїм життям / Vivre sa vie
- 1962 — РоГоПаГ (епізод «Новий світ») / Ro.Go.Pa.G. (sketch Il nuovo mondo)
- 1963 — Карабінери / Les Carabiniers
- 1963 — Зневага / Le Mépris
- 1964 — Банда аутсайдерів / Bande à part
- 1964 — Найпрекрасніші шахрайства в світі (епізод «Великий шахрай»)/ Les Plus Belles Escroqueries du monde (sketch Le Grand Escroc)
- 1964 — Заміжня жінка / Une femme mariée
- 1964 — Репортаж у Орлі / Reportage sur Orly
- 1965 — Альфавіль / Alphaville, Une étrange aventure de Lemmy Caution
- 1965 — Париж очима… (епізод «Монпарнас-Леваллуа») / Paris vu par… (sketch Montparnasse-Levallois)
- 1965 — Безтямний П'єро / Pierrot le fou
- 1966 — Чоловіче — жіноче / Masculin, féminin
- 1966 — Зроблено в США / Made in U.S.A.
- 1967 — Дві чи три речі, які я знаю про неї / Deux ou trois choses que je sais d'elle
- 1967 — Найдревніша професія у світі (епізод «Передбачення, або яким буде кохання у 2000 році») / Le Plus Vieux Métier du monde (sketch Anticipation, ou l'amour en l'an 2000)
- 1967 — Китаянка / La Chinoise
- 1967 — Далеко від В'єтнаму / Loin du Vietnam (sketch Caméra-œil)
- 1967 — Вікенд / Week end
- 1968 — Симпатія до Диявола / Sympathy for the Devil
- 1968 — Фільм, як фільм / Un film comme les autre
- 1968 — Cinétracts
- 1969 — Радість пізнання / Le Gai Savoir
- 1969 — Любов і лють (епізод «Любов») / Amore e Rabbia (sketch L'Amour)
- 1969 — Східний прапор / Le Vent d'est
- 1970 — Володимир та Роза / Vladimir et Rosa
- 1970 — Правда / Pravda
- 1970 — Лотта в Італії / Lotte in Italia
- 1970 — Звуки Британії / British Sounds
- 1972 — О першій ночі / One P.M.
- 1972 — Все добре / Tout va bien
- 1972 — Лист до Джейн / Letter to Jane
- 1975 — Номер два / Numéro deux
- 1976 — Тут і завжди / Ici et ailleurs
- 1977 — Six fois deux / Sur et sous la communication (TV)
- 1977 — France / tour / détour / deux / enfants (TV)
- 1978 — Як справи? / Comment ça va?
- 1980 — Рятуй, хто може (своє життя) / Sauve qui peut (la vie)
- 1981 — Лист Фредді Буаш / Lettre à Freddy Buache (короткометражний)
- 1982 — Старість / Passion
- 1983 — Ім'я: Кармен / Prénom Carmen
- 1984 — Серія нуар / Série noire (TV)
- 1985 — Вітаю тебе, Марія / Je vous salue, Marie
- 1985 — Детектив / Détective
- 1986 — Велич і падіння / Grandeur et décadence d'un petit commerce de cinéma (TV)
- 1986 — М'яко стелить / Soft and Hard
- 1986 — Зустріч з Вуді Алленом / Meetin' WA
- 1987 — Король Лір / King Lear
- 1987 — Арія (фрагмент «Арміда») / Aria (partie Armide)
- 1987 — Тримайтеся справа / Soigne ta droite
- 1988 — Сила слова / Puissance de la parole
- 1988 — On s'est tous défilé (TV)
- 1989 — Le Rapport Darty
- 1990 — Нова хвиля / Nouvelle Vague
- 1991 — Проти забуття / Contre l'oubli
- 1991 — Німеччина, дев'ять — нуль / Allemagne 90 neuf zéro
- 1993 — На жаль мені / Hélas pour moi
- 1993 — Діти грають в росіян / Les enfants jouent à la Russie
- 1995 — ЖЛГ — автопортрет у грудні / JLG — Autoportrait de décembre
- 1995 — Сто років французького кіно / Deux fois cinquante ans de cinéma français
- 1996 — Моцарт — назавжди / For Ever Mozart
- 1998 — Старі місця / The Old Place
- 1998 — Історія кіно / Histoire(s) du cinéma (V)
- 2000 — Заради історії XXI століття / L'Origine du XXIe siècle
- 2001 — Хвала коханню / Éloge de l'amour
- 2002 — На Десять Хвилин Доросліше: Віолончель (епізод «У пітьмі часу») / Ten Minutes Older: The Cello (partie Dans le noir du temps)
- 2004 — Наша музика / Notre musique
- 2006 — Vrai faux passeport
- 2010 — Фільм Соціалізм / Film Socialisme
- 2014 — Мово, прощавай / Adieu au Langage
- 2014 — Мости Сараєва
- 2018 — Книга з картинками / Le Livre d'image

## Нагороди
Берлінський кінофестиваль
| Категорія         | Фільм                | Рік  |
| ----------------- | -------------------- | ---- |
| Золотий ведмідь   | Альфавіль            | 1965 |
| Найкращий режисер | На останньому подиху | 1960 |
| Особлива премія   | Жінка є жінка        | 1961 |

Сезар
| Категорія      | Фільм        | Рік  |
| -------------- | ------------ | ---- |
| Почесна премія | Історія кіно | 1998 |

Венеціанський кінофестиваль
| Категорія         | Фільм             | Рік  |
| ----------------- | ----------------- | ---- |
| Спеціальна премія | Китаянка          | 1967 |
| Спеціальна премія | Жити своїм життям | 1962 |
| Головний приз     | Ім'я Кармен       | 1983 |